# 阿尔山林业局
阿尔山林业局是一个位于中华人民共和国内蒙古自治区阿尔山市的类似乡级单位，亦是中国内蒙古森林工业集团所属的一个林业局。
阿尔山林业局始建于1946年，是内蒙古大兴安岭林区开发建设最早的森工企业。地跨兴安盟阿尔山市、呼伦贝尔市扎兰屯市、鄂温克自治旗。生态功能区面积48.3万公顷，森林面积34.3万公顷，森林覆被率71.4%。

## 行政区划
阿尔山林业局下辖以下单位：
桑都尔林场、苏河林场、阿尔山林场、柴源林场、天池林场、金江沟林场、南沟林场、伊尔施林场。